# Južnoriječna vidra
Južnoriječna vidra (lat. Lontra provocax), vrsta je vidre koja obitava na području Čilea i Argentine. Iako se naziva riječnom vidrom, nastanjuje morske i slatkovodne okoliše.
Vidra ove vrste u prosjeku dosegne duljinu od 70 centimetara te 40 centimetara otpada na duljinu njena repa. Njeno je krzno tamnosmeđe boje na vrhu, dok je ispod svjetlije boje cimeta. Južna riječna vidra živi u središnjim i južnim dijelovima Čilea i dijelovima Argentine. Obitava kamenite obale i ostala mjesta s malo valova. Umjesto života u otvorenim područjima, vidre ove vrste prednost daju području s gustom vegetacijom. Iako ženka i njena mladunčad žive u obiteljskim skupinama, mužjaci su pretežno samotnjaci.
Njihova prehrana uključuje ribe, školjkaše, mekušce i ptice. Južna riječna vidra navedena je kao ugoržena vrsta, što je posljedica njenog nezakonitog izlovljavanja, onečišćenja vode i gubitka staništa.

## Drugi projekti
|  | Wikivrste imaju podatke o taksonu vrsti Lontra provocax |